# 郭如楚
郭如楚（1585年—？），字樾甫，號後菴，福建晉江縣人，明朝政治人物。

## 生平
万历三十四年（1606年）福建乡试第六名舉人，萬曆三十五年（1607年）联捷丁未科进士，次年任金壇縣知縣，四十二年考选，四十八年授陕西道監察御史，本年长芦巡盐。天啓二年（1622年）养病，四年復除浙江道御史，巡视京营，五年升任太僕寺少卿。

## 家族
曾祖郭体毓；祖父郭恭，赠工部主事；父良璞，庚戌进士，瓊州知府。嫡母杨氏，贈安人；継母薛氏，封安人；母林氏。慈侍下。兄松、㭿、楩、榆（监生）、郭立之（知府）、郭應昌（州同知）、郭喬登（南京国子监学正）。